# Potentilla haynaldiana
Potentilla haynaldiana är en rosväxtart som beskrevs av Victor von Janka. Potentilla haynaldiana ingår i Fingerörtssläktet som ingår i familjen rosväxter.

## Underarter
Arten delas in i följande underarter:
- P. h. balcanica
- P. h. vandasii
- P. h. haynaldiana